# Windsor Bulldogs (1953–1964)
Die Windsor Bulldogs waren ein kanadisches Eishockeyfranchise der International Hockey League aus Windsor, Ontario. Die Spielstätte der Bulldogs war die Windsor Arena.

## Geschichte
Die Windsor Bulldogs wurden im Jahr 1953 gegründet und spielten zunächst in der Ontario Hockey Association Senior A League. Bereits in ihrer zweiten Saison erreichten die Bulldogs das Play-off-Finale, welches allerdings verloren ging. Diesen Erfolg konnte die Mannschaft in den Spielzeiten 1959/60 und 1960/61 wiederholen. In ihrer letzten Saison in der OHA Senior "A" gewann der Klub den Allan Cup, die Meisterschaft der Liga. Im Sommer 1963 wechselten die Windsor Bulldogs in die International Hockey League, in der der Verein nur eine Spielzeit aktiv war und sich anschließend im Jahr 1964 auflöste.

## Saisonstatistik
Abkürzungen: GP = Spiele, W = Siege, L = Niederlagen, T = Unentschieden, OTL = Niederlagen nach Overtime SOL = Niederlagen nach Shootout, Pts = Punkte, GF = Erzielte Tore, GA = Gegentore, PIM = Strafminuten
| Saison  | GP | W  | L  | T | OTL | SOL | Pts | GF  | GA  | Platz   | Playoffs |
| 1963–64 | 70 | 32 | 35 | 3 | —   | —   | 67  | 226 | 280 | 4., IHL |          |